# 赵石生
赵石生（1920年—2002年），又名赵钟麟，男，山东招远人，中华人民共和国政治人物。

## 生平
赵石生是山东招远市玲珑镇横掌赵家村人。1938年参加革命，同年8月入中国共产党，历任招远县一区分区委书记，胶东区党委直属科副科长，中共西海地委组织部副部长、中共平北县委副书记、代理书记，中共中海地委组织部副部长、代理部长。1948年10月至1949年4月，任中共五龙县委书记。
中华人民共和国成立后，先后任中共胶东区党委直属党委第一副书记，中央人民政府政务院人民监察委员会高级监察专员。1954年5月任国务院第一办公室监察组长、综合组长。1961年10月，任中国政治法律学会候补书记，亚非法律常设执行局（驻几内亚）中国记者。1972年，调入最高人民法院，历任刑事审判厅厅长，司法教育行政厅、人事厅厅长，最高人民法院党组成员。2002年，在北京病逝。